# Guayabal (ort i Dominikanska republiken)
Guayabal är en ort i Dominikanska republiken.   Den ligger i provinsen Independencia, i den västra delen av landet, 170 km väster om huvudstaden Santo Domingo. Guayabal ligger 253 meter över havet och antalet invånare är 1 504.
Terrängen runt Guayabal är kuperad åt sydost, men åt nordväst är den bergig. Runt Guayabal är det ganska tätbefolkat, med 72 invånare per kvadratkilometer. Närmaste större samhälle är El Cercado, 20,0 km nordost om Guayabal. I omgivningarna runt Guayabal växer huvudsakligen savannskog.